# Liste der Orte im Kyffhäuserkreis
Diese Liste enthält alle Orte (Städte, Gemeinden und Ortsteile) im thüringischen Kyffhäuserkreis.
| Ort                           | Gemeinde                   | Einwohner (ca.) |
| ----------------------------- | -------------------------- | --------------- |
| Abtsbessingen                 | Abtsbessingen              | 420             |
| Allmenhausen                  | Ebeleben                   | 500             |
| Artern, Stadt                 | Artern                     | 5.500           |
| Bad Frankenhausen, Stadt      | Bad Frankenhausen          | 7.250           |
| Badra                         | Kyffhäuserland             | 592             |
| Bellstedt                     | Bellstedt                  | 174             |
| Bendeleben                    | Kyffhäuserland             | 694             |
| Berka                         | Sondershausen              | 950             |
| Billeben                      | Abtsbessingen              | 110             |
| Bliederstedt                  | Greußen                    | 66              |
| Borxleben                     | Borxleben                  | 315             |
| Bottendorf                    | Roßleben-Wiehe             | 1.100           |
| Braunsroda                    | An der Schmücke            | 70              |
| Bretleben                     | An der Schmücke            | 593             |
| Clingen, Stadt                | Clingen                    | 1.076           |
| Dietenborn                    | Sondershausen              | 50              |
| Donndorf                      | Roßleben-Wiehe             | 650             |
| Ebeleben, Stadt               | Ebeleben                   | 1.700           |
| Esperstedt                    | Bad Frankenhausen          | 592             |
| Etzleben                      | Etzleben                   | 303             |
| Feldengel                     | Greußen                    | 235             |
| Freienbessingen               | Freienbessingen            | 315             |
| Friedrichsrode                | Helbedündorf               | 80              |
| Garnbach                      | Roßleben-Wiehe             | 200             |
| Gehofen                       | Gehofen                    | 722             |
| Göllingen                     | Kyffhäuserland             | 742             |
| Gorsleben                     | An der Schmücke            | 576             |
| Greußen, Stadt                | Greußen                    | 3.200           |
| Großberndten                  | Sondershausen              | 360             |
| Großbrüchter                  | Helbedündorf               | 400             |
| Großenehrich, ehemalige Stadt | Greußen                    | 779             |
| Großfurra                     | Sondershausen              | 1.300           |
| Grüningen                     | Greußen                    | 570             |
| Gundersleben                  | Ebeleben                   | 180             |
| Günserode                     | Kyffhäuserland             | 178             |
| Hachelbich                    | Kyffhäuserland             | 613             |
| Harras                        | Oberheldrungen             | 60              |
| Hauteroda                     | An der Schmücke            | 580             |
| Hechendorf                    | Roßleben-Wiehe             | 50              |
| Heldrungen, ehemalige Stadt   | An der Schmücke            | 2.100           |
| Hemleben                      | An der Schmücke            | 249             |
| Heygendorf                    | Artern                     | 440             |
| Himmelsberg                   | Sondershausen              | 165             |
| Hohenebra                     | Sondershausen              | 480             |
| Holzengel                     | Greußen                    | 224             |
| Holzsußra                     | Holzsußra                  | 291             |
| Holzthaleben                  | Helbedündorf               | 1.100           |
| Ichstedt                      | Bad Frankenhausen          | 652             |
| Immenrode                     | Sondershausen              | 450             |
| Kachstedt                     | Artern                     | 80              |
| Kalbsrieth                    | Kalbsrieth                 | 550             |
| Keula                         | Helbedündorf               | 650             |
| Kirchengel                    | Greußen                    | 292             |
| Kleinberndten                 | Sondershausen              | 280             |
| Kleinbrüchter                 | Helbedündorf               | 200             |
| Kleinroda                     | Roßleben-Wiehe             | 200             |
| Langenroda                    | Roßleben-Wiehe             | 230             |
| Mönchpfiffel                  | Mönchpfiffel-Nikolausrieth | 200             |
| Nausitz                       | Roßleben-Wiehe             | 171             |
| Niederbösa                    | Niederbösa                 | 139             |
| Niederspier                   | Greußen                    | 344             |
| Niedertopfstedt               | Topfstedt                  | 310             |
| Nikolausrieth                 | Mönchpfiffel-Nikolausrieth | 200             |
| Oberbösa                      | Oberbösa                   | 401             |
| Oberheldrungen                | Oberheldrungen             | 850             |
| Oberspier                     | Sondershausen              | 550             |
| Obertopfstedt                 | Topfstedt                  | 310             |
| Oldisleben                    | An der Schmücke            | 1.900           |
| Otterstedt                    | Greußen                    | 198             |
| Peukendorf                    | Helbedündorf               | 50              |
| Reinsdorf                     | Reinsdorf                  | 827             |
| Ringleben                     | Bad Frankenhausen          | 961             |
| Ritteburg                     | Kalbsrieth                 | 200             |
| Rockensußra                   | Ebeleben                   | 400             |
| Rockstedt                     | Rockstedt                  | 249             |
| Rohnstedt                     | Greußen                    | 148             |
| Roßleben, ehemalige Stadt     | Roßleben-Wiehe             | 3.700           |
| Rottleben                     | Kyffhäuserland             | 640             |
| Sachsenburg                   | An der Schmücke            | 420             |
| Schaafsdorf                   | Artern                     | 200             |
| Schernberg                    | Sondershausen              | 900             |
| Schönewerda                   | Roßleben-Wiehe             | 800             |
| Schönfeld                     | Artern                     | 230             |
| Seega                         | Kyffhäuserland             | 430             |
| Seehausen                     | Bad Frankenhausen          | 458             |
| Sondershausen, Stadt          | Sondershausen              | 17.600          |
| Steinthaleben                 | Kyffhäuserland             | 495             |
| Straußberg                    | Sondershausen              | 100             |
| Thalebra                      | Sondershausen              | 330             |
| Thüringenhausen               | Ebeleben                   | 114             |
| Trebra                        | Trebra                     | 304             |
| Udersleben                    | Bad Frankenhausen          | 657             |
| Voigtstedt                    | Artern                     | 969             |
| Wasserthaleben                | Wasserthaleben             | 442             |
| Wenigenehrich                 | Greußen                    | 116             |
| Westerengel                   | Greußen                    | 304             |
| Westgreußen                   | Westgreußen                | 408             |
| Wiedermuth                    | Ebeleben                   | 170             |
| Wiehe, ehemalige Stadt        | Roßleben-Wiehe             | 1.600           |
| Wolferschwenda                | Greußen                    | 150             |

## Weitere Ortsteile
- Zu An der Schmücke gehört innerhalb des Ortsteils Heldrungen die Siedlung Bahnhof Heldrungen. Zum Ortsteil Hauteroda gehört das Gehöft Lundershausen. Zum Ortsteil Oldisleben gehört die auf der rechten Seite der Unstrut liegende Hermann-Güntherodt-Siedlung.
- Zu Bad Frankenhausen gehört die Teichmühle.
- Zu Ebeleben gehört das Dorf Marksußra, das inzwischen ins Stadtgebiet hineingewachsen ist.
- Zu Kyffhäuserland gehören die Papiermühle, das Gut Schersen, die Rodung Rathsfeld und der Kyffhäuser (mit Denkmal, Burg etc.).
- Zu Oberbösa gehört das Klostergut Bonnrode.
- Zu Roßleben-Wiehe gehören Eßmannsdorf, das mit Schönewerda zusammengewachsen ist, sowie das Kloster Donndorf.
- Zu Sondershausen gehören die Orte Bebra, Jecha, Jechaburg und Stockhausen, die allesamt ins Stadtgebiet hineingewachsen sind. Ferner gehört auch Marienhall zum Sondershäuser Stadtgebiet. Die Siedlung Neuheide befindet sich nördlich von Sondershausen an der Straße nach Nordhausen.

- Karte mit allen verlinkten Seiten:
- OSM |
- WikiMap